# Dipodoïdeus
Els dipodoïdeus (Dipodoidea) són una superfamília de rosegadors que inclou els ratolins saltadors i els jerbus. Els animals d'aquest grup aparegueren per primera vegada en el registre fòssil a mitjans de l'Eocè, fa aproximadament 45 milions d'anys. El clade inclou tres famílies vivents, els dipòdids, els esmíntids i els zapòdids, i una d'extinta, la dels simímids. Aquest últim grup, que visqué al sud i l'oest del que avui en dia són els Estats Units durant l'Eocè, també ha sigut classificat com a cricètid o com a muroïdeu incertae sedis, però la morfologia del zigomasseter i la semblança de les seves dents molars amb les dels zapodins primitius fan que encaixi millor dins el grup dels dipodoïdeus. S'ha assignat una segona família extinta (Armintomyidae) a aquest grup amb un menor grau de certesa.